# Perushim
Os perushim (em hebraico: פרושים) eram os judeus discípulos de Vilna Gaon (Elijah ben Solomon Zalman), que deixaram a Lituânia no início do século XIX para se estabelecer na Terra de Israel, então parte da Síria Otomana. Eles eram da seção da comunidade conhecida como misnagdim (oponentes do judaísmo hassídico) na Lituânia.
O nome perushim deriva do verbo "separar" (פרש). O grupo procurou se separar do que percebiam como impurezas da sociedade ao seu redor na Europa. Por coincidência, esse era o mesmo nome pelo qual os fariseus da antiguidade eram conhecidos, embora os perushim modernos não tenham alegado ser sucessores dos fariseus. Nas gerações anteriores à sua partida para Israel, o termo perushim era usado em referência aos comentários feitos em livros sagrados. Mais tarde, foi aplicado ao grupo de Vilna, aludindo à sua prática de estudar os comentários bíblicos e não apenas o Talmude e comentários posteriores.
Influenciados por Vilna Gaon, que pretendia ir para a Terra de Israel, mas não conseguiu, um grande grupo de seus discípulos perushim e de suas famílias, totalizando mais de 500 pessoas, com algumas dezenas de escoteiros mais jovens, inspiraram-se a seguir sua visão. Enfrentando grandes dificuldades e perigos, eles viajaram e se estabeleceram na Terra Santa, onde tiveram um efeito profundo na história futura do Antigo Yishuv. A maioria dos perushim se estabeleceu em Safed, Tiberíades, Jafa e em Jerusalém, estabelecendo o que ficou conhecido como Kollel Perushim e formando a base das comunidades asquenazes de lá.

## Viagem à Terra Santa
Os perushim começaram a sua jornada na cidade de Shklov, cerca de 300 quilômetros a sudeste de Vilna, na Lituânia. Eles formaram uma organização, chamada de Chazon Tzion ("Profecia/Visão [de] Sião") que era baseada em três princípios:
1. Reconstruir Jerusalém como o centro mundial da Torá;
2. Ajudar e apoiar o retorno dos judeus da Diáspora; e
3. Expandir as áreas atualmente ocupadas na Terra de Israel.

Os perushim migraram em três grupos. O primeiro grupo partiu em 1808, liderado pelo rabino Menachem Mendel de Shklov, e os dois seguintes em 1809, liderados pelo rabino Sa'adya Ben, pelo rabino Noson Nota de Vilna e pelo rabino Yisroel ben Shmuel de Shklov.
Eles viajaram por Constantinopla a pé, de carroça e cavalo, e depois navegaram de barco até a cidade de Acre. As viagens duraram cerca de quinze meses, e os viajantes sofreram muitas dificuldades, incluindo a fome. A viagem tornou-se ainda mais perigosa devido às Guerras Napoleônicas que ocorriam na Europa.

### Safed
Chegar às costas da Palestina não foi o fim de sua jornada. Quando os perushim chegaram pela primeira vez, eles enfrentaram a proibição de judeus asquenazes se estabelecerem em Jerusalém. A proibição estava em vigor desde o início do século XVIII, quando, devido às dívidas deixadas por outros imigrantes asquenazes, suas sinagogas na Cidade Velha de Jerusalém foram fechadas e eles foram forçados a deixar a cidade e impedidos de retornar.
Enquanto alguns conseguiram escapar da proibição entrando em Jerusalém disfarçados de judeus sefarditas, a maioria dos perushim viajou para Safed, onde se reuniram a uma forte comunidade sefardita que vivia na cidade. Além dos sefarditas, a comunidade incluía muitos judeus hassídicos, com os quais os perushim tinham uma rivalidade constante. No entanto, os dois grupos deixaram de lado suas diferenças ideológicas e trabalharam juntos para colonizar a terra e desenvolver sua comunidade, acabando por permitir casamentos entre si.
Para eles, a agricultura florescente era um sinal de Redenção, e por isso os imigrantes trouxeram implementos agrícolas com eles para que pudessem seguir os 613 mandamentos relacionados ao trabalho do solo na Terra Santa.
Safed, no primeiro quarto do século XIX, era uma cidade movimentada com mais de cinco mil habitantes judeus, mas ainda lutava para se recuperar dos devastadores terremotos do Oriente Próximo de 1759. Seus habitantes viviam em condições físicas e econômicas extremamente difíceis. A comunidade foi quase destruída pela epidemia de peste otomana de 1812-1819 e foi ainda mais prejudicada pelo catastrófico terremoto da Galileia em 1837, que matou milhares de pessoas em toda a região, arrasando a cidade de Safed e danificando seriamente Tiberíades. Mais de 4.000 pessoas morreram, incluindo 2.000 judeus e 200 membros da comunidade perushim em Safed.

### Jerusalém
Acreditando que a catástrofe era um produto direto de sua negligência com Jerusalém, os membros sobreviventes da comunidade perushim em Safed decidiram que a única esperança para seu futuro na Terra de Israel seria se restabelecer em Jerusalém. Entretanto, a entrada em Jerusalém só poderia ser obtida depois que o decreto contra os asquenazes fosse anulado. Os perushim poderiam então reivindicar a propriedade da Sinagoga Hurva e do pátio e das casas ao redor, locais que eram historicamente propriedade asquenaze.
Os refugiados conseguiram renovar a presença asquenaze em Jerusalém, após quase cem anos de banimento pelos árabes locais. A chegada dos perushim encorajou um renascimento asquenaze em Jerusalém, que até então era majoritariamente sefardita.
Em 1857, a comunidade perushim em Jerusalém já era formada por 750 pessoas. O rabino Yisrael de Shklov, que chegou em Jerusalém em 1815, tornou-se um dos líderes dessa comunidade. Com o objetivo de fortalecer o Yishuv ("assentamento") e sua base econômica, o rabino Yisrael trocou correspondências e encontrou-se com Moses Montefiore para discutir o estabelecimento e o financiamento de assentamentos agrícolas nos arredores de Jerusalém. Como resultado, os membros da comunidade perushim estiveram entre os primeiros a se estabelecer nos novos bairros de Nahalat Shiv'a e Mishkenot Sha'ananim, as primeiras áreas judaicas estabelecidas fora dos antigos muros de Jerusalém.

## Influência
A aliá dos perushim teve um efeito generalizado e contínuo sobre os judeus na Palestina. Eles espalharam os ensinamentos de Vilna Gaon, influenciando de modo considerável o pensamento judaico e a prática religiosa entre a comunidade asquenaze. Também criaram vários kollels, fundaram a primeira dúzia de bairros na Cidade Nova de Jerusalém, incluindo o bairro de Mea Shearim, e foram fundamentais para a reconstrução da Sinagoga Hurva, que esteva abandonada e em ruínas por 140 anos.